# Eleições parlamentares europeias de 2009 (Irlanda)
As eleições parlamentares europeias de 2009 na Irlanda foram realizadas em 5 de junho, para escolher 12 eurodeputados, renovar 114 Governos locais e preencher duas cadeiras que ficaram vazias recentemente no Parlamento nacional.

## O pleito
Os colégios eleitorais abriram suas portas às 7h locais e fecharam 22h15 para facilitar o comparecimento do maior número de eleitores possível, por conta do baixo interesse dos europeus no pleito deste ano.

## Projeções
As pesquisas para as eleições locais indicam que o apoio ao governante Fianna Fáil se encontra em seu mínimo histórico, abaixo de 22%, enquanto no caso do principal partido da oposição, o democrata-cristão Fine Gael, quase alcança os 35%. O Partido Trabalhista seria o segundo mais votado nas instituições locais, à frente do Fianna Fáil e do Sinn Féin, de Gerry Adams. 
As pesquisas também indicam que a maioria dos eurodeputados irlandeses manterá sua cadeira em Estrasburgo. Segundo analistas, a única eurodeputada do Sinn Féin, Mary Lou McDonald, terá de disputar até o último voto com o candidato do Fianna Fáil, Eoin Ryan.

## Resultados Nacionais
| Partido                 | Partido                 | Votos     | %             | +/-  | Deputados | +/-     |
| ----------------------- | ----------------------- | --------- | ------------- | ---- | --------- | ------- |
|                         | Fine Gael               | 532 889   | 29,1 / 100,0  | 1,3  | 4 / 12    | 1       |
|                         | Fianna Fáil             | 440 562   | 24,1 / 100,0  | 5,4  | 3 / 12    | 1       |
|                         | Partido Trabalhista     | 254 669   | 13,9 / 100,0  | 3,4  | 3 / 12    | 2       |
|                         | Sinn Féin               | 205 613   | 11,2 / 100,0  | 0,1  | 0 / 12    | 1       |
|                         | Libertas                | 99 709    | 5,4 / 100,0   | Novo | 0 / 12    | Novo    |
|                         | Partido Socialista      | 50 510    | 2,7 / 100,0   | 1,4  | 1 / 12    | 1       |
|                         | Partido Verde           | 34 585    | 1,9 / 100,0   | 2,4  | 0 / 12    | Estável |
|                         | Independentes           | 210 776   | 11,5 / 100,0  | 4,0  | 1 / 12    | 1       |
| Votos inválidos         | Votos inválidos         | 46 607    | 2,5 / 100,0   | 0,8  |           |         |
| Total                   | Total                   | 1 829 313 | 100,0 / 100,0 |      | 12 / 12   | 1       |
| Eleitorado/Participação | Eleitorado/Participação | 3 258 320 | 57,5 / 100,0  | 1,5  |           |         |